# Sungai Lisai
Sungai Lisai is een bestuurslaag in het regentschap Lebong van de provincie Bengkulu, Indonesië. Sungai Lisai telt 275 inwoners (volkstelling 2010).